# Pavlodar
Pavlodar (Павлода́р) è una città del Kazakistan nordorientale. È situata lungo il fiume Irtyš, 350 km a nordest della capitale Astana e 350 km a sudest di Omsk in Russia. La città è la capitale dell'omonima regione ed ha una popolazione di 358 856 (censimento 2014).
La maggioranza della popolazione è composta da kazaki (46%) e russi (44%), con piccole minoranze di ucraini e tedeschi.

## Storia
Pavlodar fu fondata dai cosacchi nel 1720 come forte Korjakovskij, dal nome del vicino lago, da cui si estraeva sale. Rimase un piccolo insediamento cosacco per tutto il XIX secolo, concentrandosi sulla lavorazione del sale, sviluppando piano piano anche l'estrazione di piombo, rame e argento. La crescita commerciale culminò nel 1861 quando la città fu rinominata Pavlodar (in onore del principe Pavel Aleksandrovič nato da poco) e contemporaneamente fu dichiarata zaštatnyj con ampia autonomia amministrativa.
La città in quel periodo era piuttosto un piccolo villaggio di capanne fangose e di magazzini senza strade lastricate. Nonostante fosse un centro molto piccolo esso patì la stessa sorte di tutti gli altri centri abitati della regione: durante la campagna sovietica anti-religiosa degli anni trenta tutte le chiese e tutte le moschee vennero rase al suolo (solo una cattedrale sopravvisse fino agli anni settanta).
Nel 1955, la campagna delle terre vergini voluta da Nikita Chruščëv diede inizio alla creazione dell'odierna Pavlodar. Si assistette così a esodi di massa di giovani coloni da tutte le parti dell'Unione Sovietica, insieme ad una massiccia industrializzazione e ad una rapida cementificazione che diedero vita ad una nuova città moderna e completa di tutti i servizi. A causa della presenza nel suo territorio di una fabbrica di carri armati, la città restò chiusa agli stranieri fino al 1992.
Dal tempo della caduta del comunismo, Pavlodar ha assistito al fiorire di numerose iniziative volte a ricostituirne l'identità culturale, compresi festival etnici, la costruzione di nuovi parchi e fontane, chiese e moschee. Come una delle più importanti città del nuovo Kazakistan, Pavlodar condivide i profitti provenienti dallo sfruttamento delle risorse energetiche di cui è ricca la nazione.

## Società

### Evoluzione demografica
Dati al 1º gennaio 2016
- Kazaki: 159.835 (45,54 %)
- Russi: 156.567 (43,63 %)
- Ucraini: 15.221 (4,24 %)
- Tedeschi: 8131 (2,27 %)
- Tartari: 7209 (2,01 %)
- Bielorussi: 2044 (0,57 %)
- Ingusci: 1208 (0,34 %)
- Moldawi: 755 (0,21 %)
- Azeri: 867 (0,24 %)
- Ceceni: 692 (0,21 %)
- Coreani: 618 (0,17 %)
- Polacchi: 471 (0,13 %)
- Bulgari: 365 (0,10 %)
- Ciuvasci: 306 (0,09 %)
- Bachiri: 368 (0,10 %)
- Altri: 3855 (1,07 %)
- Totale: 358.856 (100,00 %)

## Clima
| Pavlodar (1991-2020) Fonte: | Mesi         | Mesi         | Mesi         | Mesi         | Mesi        | Mesi        | Mesi        | Mesi        | Mesi        | Mesi         | Mesi         | Mesi         | Stagioni | Stagioni | Stagioni | Stagioni | Anno  |
| Pavlodar (1991-2020) Fonte: | Gen          | Feb          | Mar          | Apr          | Mag         | Giu         | Lug         | Ago         | Set         | Ott          | Nov          | Dic          | Inv      | Pri      | Est      | Aut      | Anno  |
| --------------------------- | ------------ | ------------ | ------------ | ------------ | ----------- | ----------- | ----------- | ----------- | ----------- | ------------ | ------------ | ------------ | -------- | -------- | -------- | -------- | ----- |
| T. max. media (°C)          | −11,8        | −9,1         | −0,6         | 13,7         | 21,3        | 26,5        | 27,7        | 26,1        | 19,1        | 10,7         | −1,4         | −8,5         | −9,8     | 11,5     | 26,8     | 9,5      | 9,5   |
| T. media (°C)               | −16,7        | −14,7        | −6,2         | 6,8          | 14,2        | 19,8        | 21,2        | 19,0        | 12,1        | 4,5          | −5,9         | −13,1        | −14,8    | 4,9      | 20,0     | 3,6      | 3,4   |
| T. min. media (°C)          | −21,6        | −20,1        | −11,5        | 0,1          | 6,6         | 12,8        | 14,9        | 12,2        | 5,6         | −0,8         | −10,1        | −18,1        | −19,9    | −1,6     | 13,3     | −1,8     | −2,5  |
| T. max. assoluta (°C)       | 4,2 (2002)   | 5,3 (2016)   | 24,6 (2001)  | 33,9 (1949)  | 38,0 (2004) | 40,8 (1988) | 42,0 (1973) | 40,6 (2002) | 36,1 (2010) | 29,2 (2004)  | 17,9 (1997)  | 7,2 (1989)   | 7,2      | 38,0     | 42,0     | 36,1     | 42,0  |
| T. min. assoluta (°C)       | −45,0 (1969) | −42,8 (1969) | −37,2 (1966) | −27,2 (1969) | −7,2 (1963) | −2,2 (1971) | 4,2 (2009)  | 0,2 (1996)  | −9,0 (1973) | −21,5 (1987) | −40,0 (1952) | −45,2 (2012) | −45,2    | −37,2    | −2,2     | −40,0    | −45,2 |
| Nuvolosità (okta al giorno) | 6,3          | 5,9          | 5,6          | 5,6          | 5,6         | 5,5         | 5,9         | 5,3         | 5,6         | 6,2          | 6,7          | 6,7          | 6,3      | 5,6      | 5,6      | 6,2      | 5,9   |
| Precipitazioni (mm)         | 18           | 16           | 16           | 16           | 28          | 41          | 57          | 31          | 21          | 24           | 23           | 22           | 56       | 60       | 129      | 68       | 313   |
| Giorni di pioggia           | 1            | 0            | 3            | 8            | 12          | 12          | 15          | 12          | 12          | 10           | 5            | 1            | 2        | 23       | 39       | 27       | 91    |
| Nevicate (cm)               | 17           | 24           | 17           | 0            | 0           | 0           | 0           | 0           | 0           | 0            | 3            | 12           | 53       | 17       | 0        | 3        | 73    |
| Giorni di neve              | 18           | 16           | 12           | 5            | 1           | 0,03        | 0,0         | 0,03        | 0,0         | 5,0          | 14,0         | 19,0         | 53,0     | 18,0     | 0,1      | 19,0     | 90,1  |
| Giorni di nebbia            | 2            | 3            | 4            | 1            | 0,3         | 0,2         | 0,2         | 0,4         | 1,0         | 1,0          | 2,0          | 2,0          | 7,0      | 5,3      | 0,8      | 4,0      | 17,1  |
| Umidità relativa media (%)  | 79           | 79           | 80           | 62           | 54          | 55          | 60          | 61          | 63          | 71           | 80           | 80           | 79,3     | 65,3     | 58,7     | 71,3     | 68,7  |
| Vento (direzione-m/s)       | S 3,1        | S 3,4        | W 3,3        | W 3,7        | W 3,3       | N 3,0       | N 2,7       | N 2,7       | W 2,8       | W 2,9        | W 3,2        | S 3,3        | 3,3      | 3,4      | 2,8      | 3,0      | 3,1   |

## Amministrazione

### Gemellaggi
- Bydgoszcz

## Sport

### Calcio
La squadra principale della città è l'Ertis.

## Galleria d'immagini

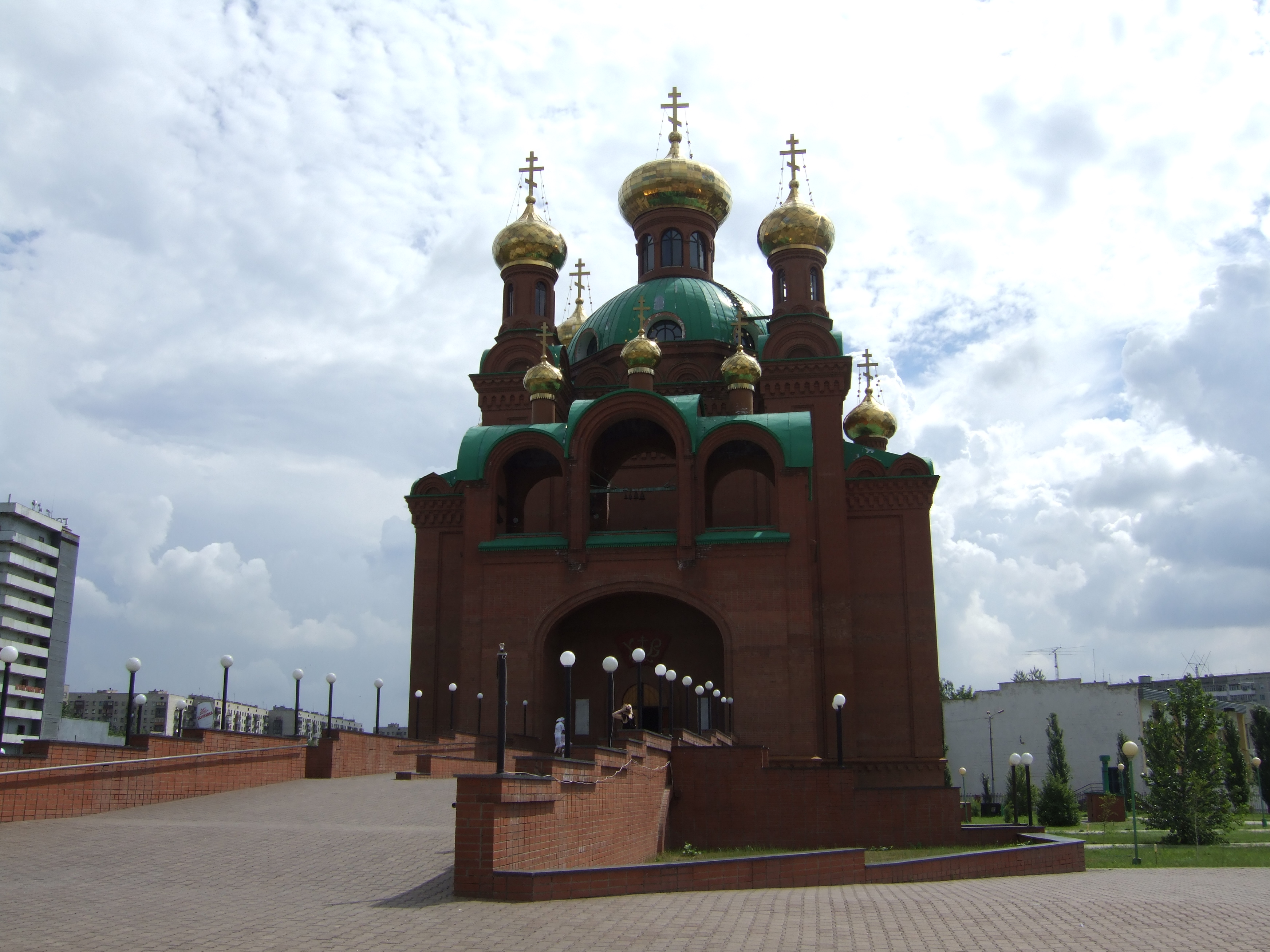
Cattedrale ortodossa dell'Annunciazione